# Antal Rogán
Dans le nom hongrois Rogán Antal, le nom de famille précède le prénom, mais cet article utilise l’ordre habituel en français Antal Rogán, où le prénom précède le nom.
Antal Rogán, né le 29 janvier 1972 à Körmend, est un homme politique et économiste hongrois.

## Biographie
Il est député à l'Assemblée nationale de Hongrie depuis 1998, et est ministre auprès du cabinet du Premier ministre depuis 2015.
De 2006 à 2014, il est maire du 5e arrondissement de Budapest. Il est également chef du groupe parlementaire du Fidesz-MPSz de 2012 à 2015.
En janvier 2025, le département du Trésor des États-Unis adopte des sanctions contre Antal Rogán pour des présomptions de corruption. Il est accusé d'avoir utilisé sa position pour obtenir des avantages financiers pour lui-même et ses alliés politiques. En avril, toutes les sanctions contre lui sont annulées par l'administration Trump.